# Ravni Dol (Sodražica, Slovenija)
Ravni Dol je naselje u slovenskoj Općini Sodražici. Ravni Dol se nalazi u pokrajini Dolenjskoj i statističkoj regiji Jugoistočnoj Sloveniji. 

## Stanovništvo
Prema popisu stanovništva iz 2002. godine naselje je imalo 15 stanovnika.